# Мутігцанбо
Мутігцанбо (?-804) — імператор (ценпо) Тибету з 798 до 804 року. Правив після смерті свого брата Мунецанбо. Походив з Ярлугської династії.
Практично нічого не відомо про народження та діяльність цього імператора. Відомо лише, що його вбив Нанамба, який походив з провінції Нанама. Це була помста за вбивство Мутігцанбом брата Нанамбо — сановника Шанбуріна (це сталося ще за часів імператора Тисрондецана).